# Salvia chamelaeagnea
Salvia chamelaeagnea là một loài thực vật có hoa trong họ Hoa môi. Loài này được Berg. miêu tả khoa học đầu tiên năm 1767.

## Hình ảnh

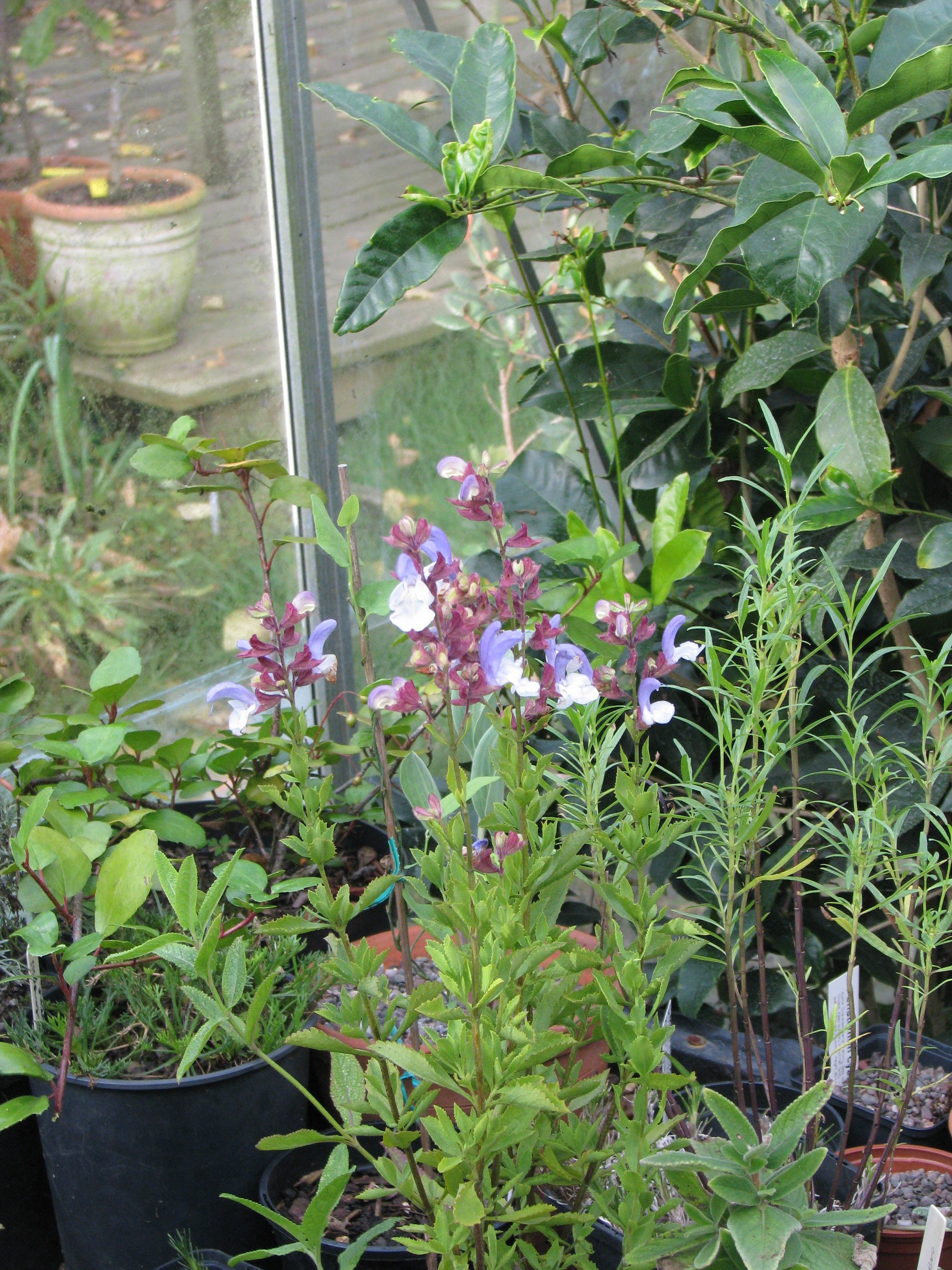
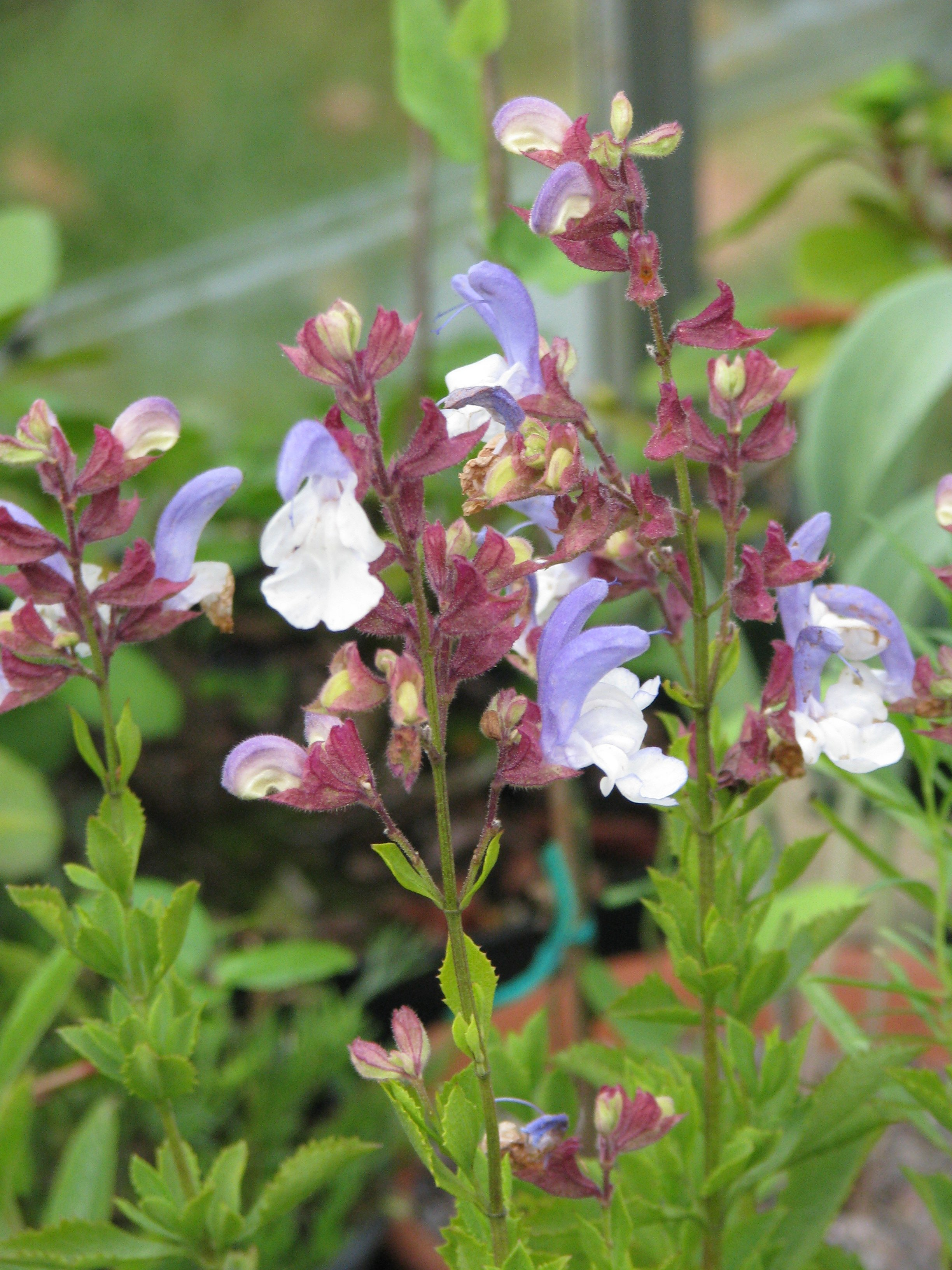
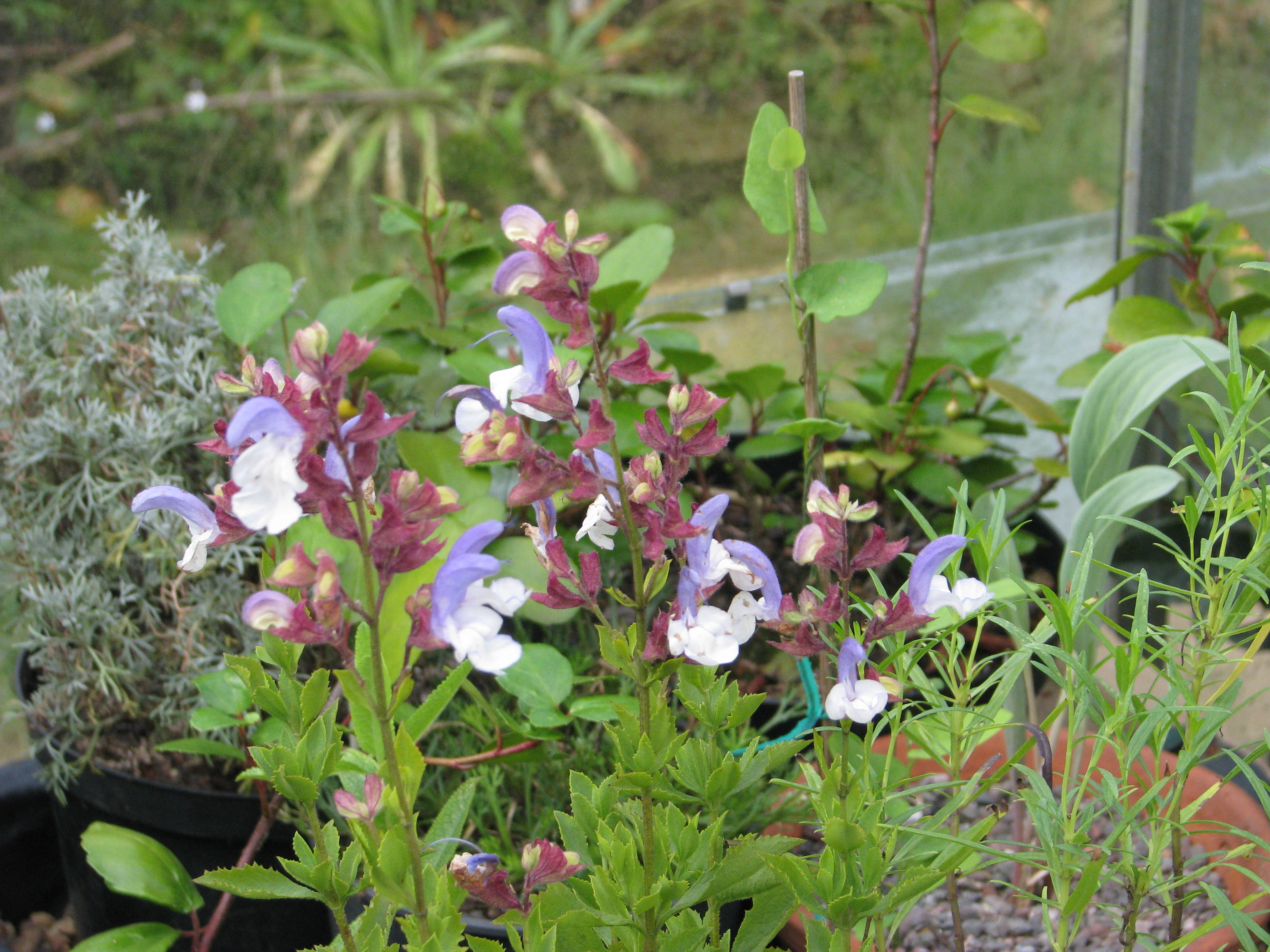
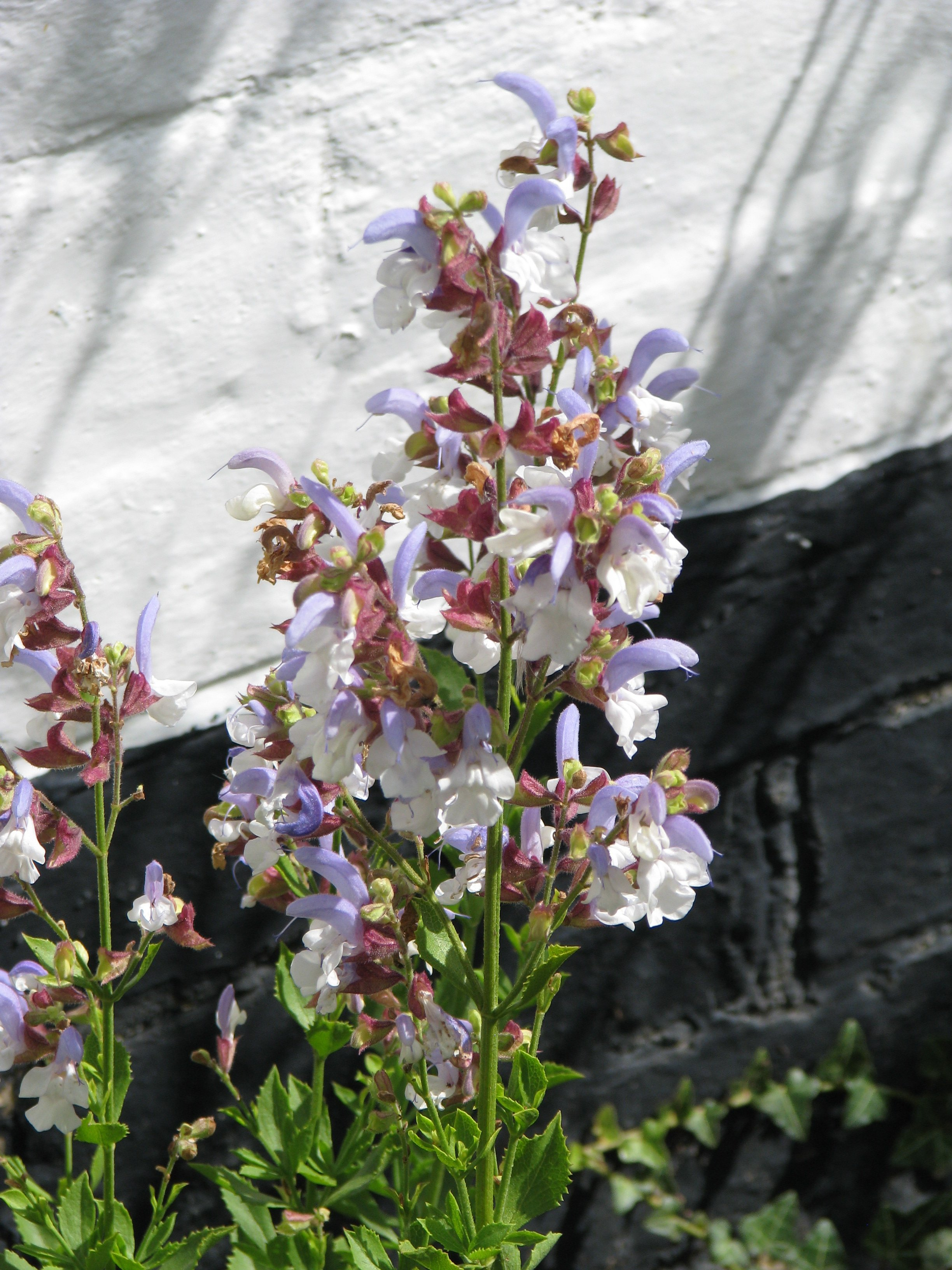